# Anderwereld (waterschap)
Het waterschap Anderwereld is een voormalig waterschap in de provincie Groningen.
Het schap lag ten westen van Middelstum en Toornwerd in de huidige gemeente Het Hogeland. De noordgrens was de Bredeweg van Kantens, de oost- en zuidgrens het Boterdiep en de westgrens was de Stitswerderweg. Het gebied kwam nagenoeg overeen met de streek Anderwereld.
De bemaling stond aan het Boterdiep, zo'n 400 ten zuidwesten van de Nieuwetil (in de Burgemeester van Arkenweg).
Waterstaatkundig gezien ligt het gebied sinds 1995 binnen dat van het waterschap Noorderzijlvest.